# Francouzsko-syrská válka

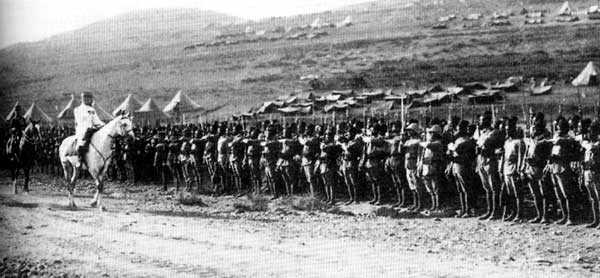
Francouzský generál Gouraud kontroluje nastoupené jednotky u Majsalúnu

Francouzsko-syrská válka (francouzsky la guerre franco-syrienne) byla válka mezi Francií a Arabským královstvím Sýrie, vedená v roce 1920. Skončila francouzským vítězstvím, odchodem krále Fajsala I. do Iráku a ustavením Francouzského mandátu Sýrie a Libanon.

## Bojová chronologie

### Celostátní vzpoury
V důsledku vyjednávání Georgese Clemenceaua v lednu 1920 došlo sporadicky k útokům na francouzské síly napříč Sýrií a nakonec Syrský kongres se v březnu 1920 shromáždil, aby prohlásil Fajsala za syrského krále a oficiálně zřídil Syrské arabské království s Hašímem al-Atassím jako předsedou vlády. Nezávislé arabské království Sýrie bylo vyhlášeno 8. března 1920 v Damašku ve zjevném sporu s Francouzi o povaze jeho vlády.
Britové a Francouzi tuto akci okamžitě odmítli na konferenci v Sanremu, která byla svolána Společností národů v dubnu 1920. V krátké době se válka syrsko-arabských nacionalistů s Francouzi stala ničivou kampaní pro nové arabské království v Sýrii. Několik násilných incidentů v regionu iniciovaných arabskými milicemi, jako byla bitva u Tel Hai, vedlo k další mezinárodní podpoře. Poté, co dala Společnost národů Francii mandát Sýrie podle plánu (podle Francouzského plánu), vydal francouzský generál Gouraud syrské vládě ultimátum, aby rozpustila své jednotky a podrobila se francouzské kontrole. S obavami z výsledků dlouhého krvavého boje s Francií se král Fajsal vzdal 14. července 1920, ale jeho poselství se nedostalo ke generálovi a ministru obrany Jusufovi al-'Azmovi, který krále ignoroval, vedl armádu k Majsalúnu, aby bránil syrsko arabské království před francouzským postupem. Poslední zbytky Hašemitské vlády v Damašku se neochotně podřídily francouzskému ultimátu a rozpustily své zbylé jednotky.

## Bitva o Majsalún
I přes to, že král Fajsal přijal francouzské ultimátum, odmítl se Jusuf al-'Azma vzdát. Zavelel malé armádě rozpuštěných vojáků a civilistů, špatně vyzbrojených vzhledem k moderní, dobře vybavené profesionální francouzské armádě, a vedl je k Majsalúnu. Přestože o výsledku bitvy neměl iluze, al-'Azma chtěl objasnit, že Sýrie se nevzdá bez bojů, aby francouzská okupační správa popírala jakoukoli legitimitu. Bitva u Majsalúnu vyústila v drtivou porážku syrského království. Francouzské síly pod velením generála Mariana Goybeta snadno porazily syrské jednotky. Yusuf al-'Azma byl zabit v bitvě.

## Závěrečné fáze
V závěrečné fázi války se konala dne 24. července 1920 mírová konference, když francouzské síly vstoupily do Damašku bez jakéhokoliv odporu. Další den bylo arabské království Sýrie oficiálně zrušeno a francouzská vláda byla oficiálně znovu obnovena.

## Následky
Po konferenci v Sanremu a porážce krátkodobé monarchie krále Fajsala I. v Sýrii v bitvě o Majsalún vytvořil francouzský generál Henri Gouraud na tomto území civilní správu. Mandátová oblast byla rozdělena do šesti států: Stát Damašek (1920), Stát Aleppo (1920), Alavitský stát (1920), Džebel Drúz (1921), autonomní Alexandrettský sandžak (1921) (dnešní provincie Hatay v Turecku) a Velký Libanon (1920), ze kterého se později stal dnešní stát Libanon.